# Municipio de Pikeville
El municipio de Pikeville (en inglés: Pikeville Township) es un municipio ubicado en el  condado de Wayne en el estado estadounidense de Carolina del Norte. En el año 2010 tenía una población de 7.676 habitantes.

## Geografía
El municipio de Pikeville se encuentra ubicado en las coordenadas 35°29′36.58″N 77°56′19.95″O / 35.4934944, -77.9388750.